# DSA-671
La DSA-671 es una carretera perteneciente a la Red Secundaria de la Diputación Provincial de Salamanca que une la  A-62   E-80  con la localidad de Aldeanueva de Figueroa.
Hasta 2022 se utilizaba esta denominación para referirse al tramo de vía que daba acceso a Aldeanueva de Figueroa desde la  SA-605 , momento en el que se llega a un acuerdo entre la Diputación de Salamanca, y el Ayuntamiento de Aldeanueva de Figueroa, por el cual la Diputación pasa a ser la titular del tramo entre la A-62 y Aldeanueva, y a cambio el Ayuntamiento asume la titularidad de la antigua DSA-671.

## Origen y Destino
La carretera  DSA-671  tiene su origen en La Orbada en la salida 214 de la autovía  A-62   E-80 , y termina en el casco urbano de Aldeanueva de Figueroa, formando parte de la Red de carreteras de Salamanca.